# Newcastle (film)
Newcastle è un film del 2008 diretto da Dan Castle e ambientato nella città di Newcastle, nel Nuovo Galles del Sud, Australia.

## Trama
Il diciassettenne Jesse è un giovane surfista australiano il cui sogno è quello di eguagliare suo fratello maggiore Victor, ex campione di surf. Jesse parte insieme agli amici - Nathan, Andy e Scotty -, a suo fratello Fergus (che ha una cotta per Andy ed è ricambiato) ed alle ragazze Deb e Leah, per un campeggio su una spiaggia remota.
Quando sul luogo arriva Victor  con i suoi amici, l'atmosfera cambia completamente e diventa più competitiva e la cosa finisce in tragedia: ha luogo un grave incidente nel quale Andy rimane gravemente ferito e Victor viene ucciso.
A causa del suo infortunio, Andy non può competere ad una gara di surf e Jesse, che alle gare di qualificazione era arrivato terzo, ha la possibilità di prenderne il posto. Tuttavia il ragazzo, che prima avrebbe dato tutto al mondo per questa possibilità, ora si rende conto che questa non è la cosa più importante della vita. Inizialmente pensa di non partecipare, ma dopo aver parlato con Andy, suo nonno, e poi con Fergus, con il quale si è avvicinato più di prima, decide di gareggiare.

## Accoglienza

### Botteghini
In Australia Newcastle ha incassato 213.563 dollari ai botteghini.

### Critica
Il sito Rotten Tomatoes ha riportato un indice di gradimento del 61% con un voto medio di 5,63/10, sulla base di 18 recensioni.

## Riconoscimenti
- 2008 - Tribeca Film Festival[4]
  - Nomination Best Narrative Feature
- 2010 - FilmOut San Diego[4]
  - Miglior fotografia